# Gómez IV Suárez de Figueroa y Córdoba
Gómez IV Suárez de Figueroa (Guadalajara, 1 de septiembre de 1587-Múnich, 12 de enero de 1634) fue el III duque de Feria (1607-1634) y II marqués de Villalba (1604-1634).

## Biografía
Hijo de Lorenzo IV Suárez de Figueroa y Córdoba y de su tercera esposa Isabel de Mendoza, hija del duque del Infantado, su vida estuvo dedicada al servicio de la Monarquía, como era tradición en la Casa de Feria, siendo su primera misión diplomática una visita protocolaria al papa Paulo V encomendada por el rey Felipe III.
Fue conocido como el Gran Duque de Feria por su faceta militar ligada a la guerra de los Treinta Años y es considerado como uno de los últimos militares capaces de la Monarquía Hispánica. Tan buen político como militar, sus éxitos militares fueron efímeros pero considerados importantísimos en su momento para la Corona española. Hombre mordaz, no fácil de hacer callar, expresaba sus opiniones con brusquedad y rotundidad y tenía un concepto absolutista del poder.
Tuvo una amplia trayectoria política, pero alejada del centro del poder: embajador extraordinario en Roma (1607) y Francia (1610), virrey de Valencia (1616), gobernador del Milanesado (1618), virrey y capitán general de Cataluña (1629), y nuevamente gobernador de Milán (1630). Miembro del Consejo de Guerra y Estado.
Derrotó a los suecos en el sitio de Rheinfelden. Enfermó en Strabert en diciembre de 1633 de una "calentura maligna" y murió el 12 de enero de 1634 en la ciudad de Monaco (nombre dado a Múnich en aquella época), corte de Duque Elector de Baviera. Lo repentino de su enfermedad hizo correr el rumor de que había sido envenenado por orden del conde-duque de Olivares, pero la realidad es que murió de tifus a igual que gran parte de su tropa.

## Matrimonio y descendencia
Casó a los veinte años con Francisca Cardona y Córdoba (1607) y posteriormente con Ana Fernández de Córdoba-Figueroa y Enríquez de Ribera (1625). Con ésta tuvo tres hijos: Baltasar, que fallece siendo aún niño de pecho, Lorenzo Gaspar Suárez de Figueroa y Córdoba (1629-1634), IV Duque de Feria (1634) y III Marqués de Villalba (1634), que muere a los cinco años de vida poco después de morir su padre, y María, IV Marquesa de Villalba, que muere en 1641. Además tuvo un hijo bastardo, Carlos, nacido en 1628.
Dada la agnación rigurosa del título de la Casa de Feria, a la muerte de Lorenzo Gaspar, el título de duque de Feria recae en el abuelo materno de éste Alonso Fernández de Córdoba y Figueroa (el Mudo), V Marqués de Priego, por el ser el descendiente varón más directo (era biznieto del III Conde de Feria) y no en su hermana, María Suárez de Figueroa y Córdoba (que hereda el título de Marquesa de Villalba), con lo cual se extingue el linaje de los Suárez de Figueroa en la Casa de Feria, pasando el título a la Casa de Priego, cuyos titulares pasan a llamarse Marqueses-duques de Priego y Feria. Cuando en 1711 muere sin descendencia, en la cárcel, el IX Duque de Medinaceli, los de Priego heredan el Ducado de Medinaceli y pasan a llamarse Duques de Medinaceli.

## Bibliografía

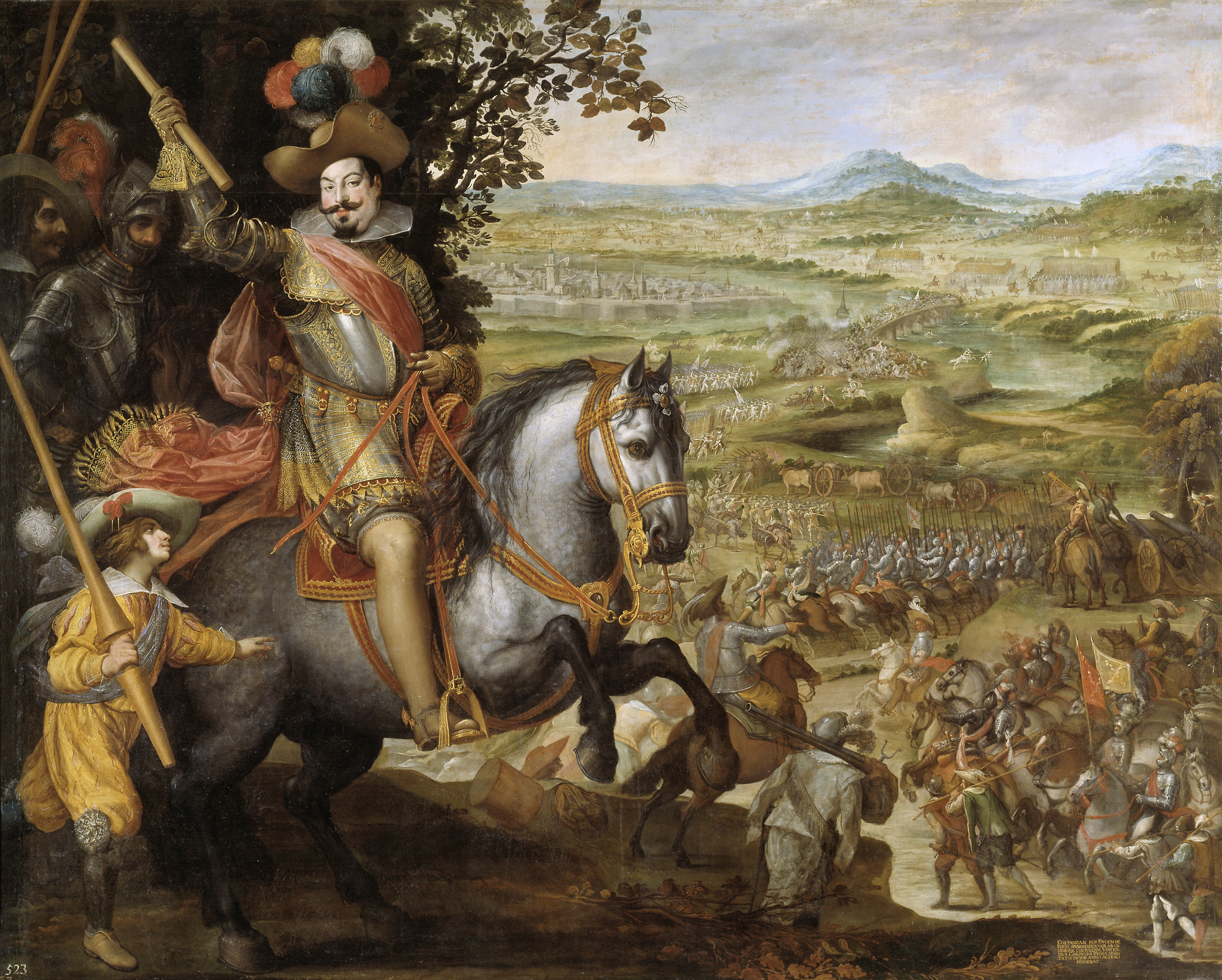
Socorro de la plaza de Constanza, otro cuadro de Vicente Carducho para el Salón de Reinos, en recuerdo del levantamiento del asedio a dicha ciudad que en 1633 consiguió el III Duque de Feria.

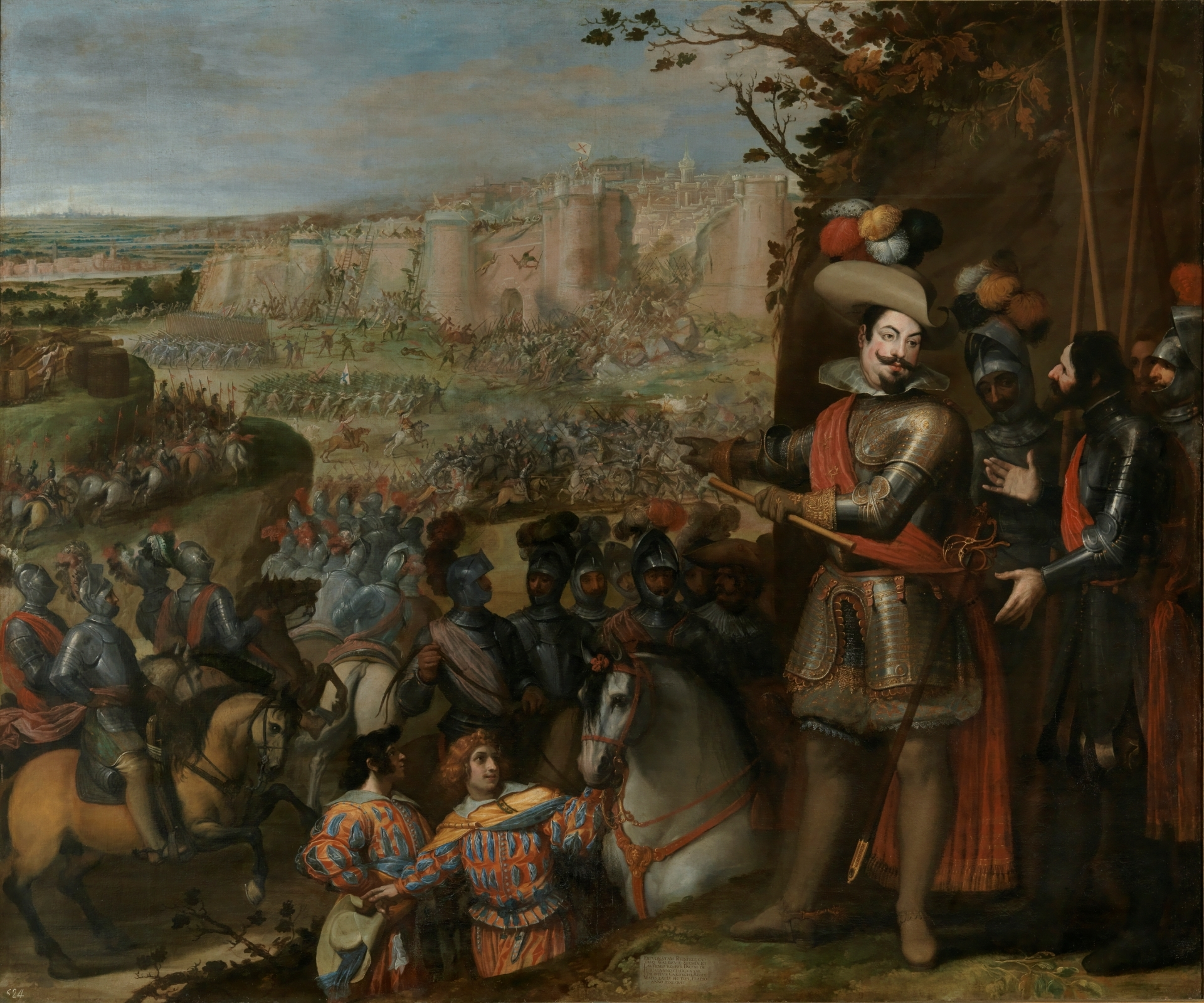
En 1633, los tercios españoles comandados por Don Gómez Suárez de Figueroa, III Duque de Feria, tomaron la ciudad suiza de Rheinfelden, dentro del plan de abrir un corredor estratégico de comunicación entre los dominios españoles de Milán y los Países Bajos - según el cuadro de Vicente Carducho para el Salón de Reinos. El Duque de Feria luce la banda roja de general y bastón de mando en la mano izquierda.

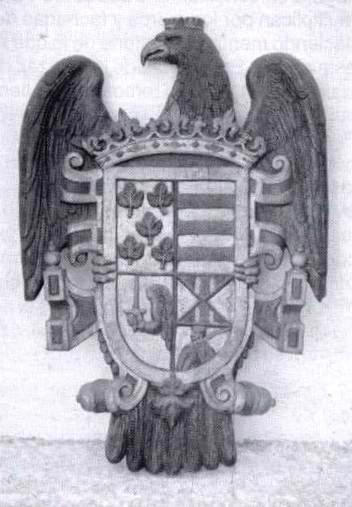
Armas del III Duque de Feria